# Бугарска на Светском првенству у атлетици на отвореном 2015.
Бугарска је на Светском првенству у атлетици на отвореном 2015. одржаном у Пекингу од 12. до 30. август, учествовала петнаести пут, односно учествовала је на свим светским првенствима одржаним до данас. Репрезентацију Бугарске представљало је 10 атлетичара (4 мушкараца и 6 жена), који су се такмичили у 8 атлетских дисциплина (3 мушке и 5 женских),
Представници Бугарске нису освојили ниједну медаљу, а поправили су два лична рекорда и четири најбоља резултата сезоне.
У табели успешности (према броју и пласману такмичара који су учествовали у финалним такмичењима (првих 8 такмичара)) Бугарска је са два учесника у финалу делио 44. место са 7 бодова, од 68 земаља које су имале представнике у финалу. На првенству је учествовало 207 земаља чланица ИААФ.
| Плас. | Земља    | 1. место | 2. место | 3. место | 4. место | 5. место | 6. место | 7. место | 8. место | Бр. финал. | Бод. |
| ----- | -------- | -------- | -------- | -------- | -------- | -------- | -------- | -------- | -------- | ---------- | ---- |
| =44.  | Бугарска | 0        | 0        | 0        | 1        | 0        | 0        | 1        | 0        | 2          | 7    |

## Учесници
| Дисциплина       | Спортисти   | Спортисти                      |
| Дисциплина       | Мушкарци    | Жене                           |
| ---------------- | ----------- | ------------------------------ |
| 100 м            | -           | Ивет Лалова-Колио Ива Ефтимова |
| 200 м            |             | Ивет Лалова-Колио²             |
| 3.000 м препреке | Митко Цонов | Силвија Данекова               |

| Дисциплина   | Спортисти                   | Спортисти                                 |
| Дисциплина   | Мушкарци                    | Жене                                      |
| ------------ | --------------------------- | ----------------------------------------- |
| Скок увис    |                             | Мирела Денирева Венелина Венева-Матвејева |
| Троскок      | Румен Димитров Георги Цонов | Габријела Петрова                         |
| Бацање кугле | Георги Иванов               |                                           |

## Резултати

### Мушкарци
| Атлетичар      | Дисциплина       | Лични рекорд | Квалификаије | Квалификаије | Финале                | Финале        | Детаљи |
| Атлетичар      | Дисциплина       | Лични рекорд | Резултат     | Место        | Резултат              | Место         | Детаљи |
| -------------- | ---------------- | ------------ | ------------ | ------------ | --------------------- | ------------- | ------ |
| Митко Ценов    | 3.000 м препреке | 8:20,87 НР   | 9:02,72      | 13 у гр. 1   | Није се квалификовао  | 35. / 38 (42) |        |
| Румен Димитров | троскок          | 16,87        | 16,53        | 8 у гр. Б    | Нису се квалификовали | 17 / 27 (28)  |        |
| Георги Цонов   | троскок          | 17,03        | 16,59        | 9. у гр. А   | Нису се квалификовали | 16 / 27 (28)  |        |
| Георги Иванов  | бацање кугле     | 21,09 НР     | БП           | БП           | БП                    | БП            |        |

### Жене
| Атлетичарка               | Дисциплина       | Лични рекорд        | Квалификаије | Квалификаије   | Полуфинале            | Полуфинале            | Финале                | Финале        | Детаљи |
| Атлетичарка               | Дисциплина       | Лични рекорд        | Резултат     | Место          | Резултат              | Место                 | Резултат              | Место         | Детаљи |
| ------------------------- | ---------------- | ------------------- | ------------ | -------------- | --------------------- | --------------------- | --------------------- | ------------- | ------ |
| Ива Ефтимова              | 100 м            | 11,20               | 11,50        | 5 у гр, 1      | Није се квалификовала | Није се квалификовала | Није се квалификовала | 38. / 52 (54) |        |
| Ивет Лалова               | 100 м            | 10,77 (+0,7 м/с) НР | 11,09 ЛРС    | 2. у гр. 3 КВ  | 11,13                 | 5. у пф. 3            | Није се квалификовала | 14 / 52 (54)  |        |
| Ивет Лалова               | 200 м            | 22,51               | 22,54 ЛРС    | 3. у гр., 7 КВ | 22,32 ЛР              | 3. у пф. 1 кв         | 22,41                 | 7 / 49 (51)   |        |
| Силвија Данекова          | 3.000 м препреке | 9:33,41 НР          | 9:46,31      | 12 у гр. 2     |                       |                       | Није се квалификовала | 28 / 42 (45)  |        |
| Мирела Денирева           | скок увис        | 1,95                | 1,92         | 7 у гр. Б кв   | 1,88                  | 9 / 30                |                       |               |        |
| Венелина Венева-Матвејева | скок увис        | 2,02                | 1,80         | 13 у гр. 1     | Није се квалификовала | 28 / 30               |                       |               |        |
| Габријела Петрова         | троскок          | 14,64               | 14,44        | 1. у гр. Б КВ  | 14,66 ЛР              | 4 / 27 (28)           |                       |               |        |